# Фон Эрих, Керри
Ке́рри Джин А́дкиссон (англ. Kerry Gene Adkisson, 3 февраля 1960, Ниагара-Фолс, Нью-Йорк — 18 февраля 1993, Дентон, Техас), более известный под именем Ке́рри фон Э́рих (англ. Kerry Von Erich) — американский рестлер. Являлся частью реслинг-семьи фон Эрихов.
Наиболее известен тем, что выступал в промоушене отца — World Class Championship Wrestling (WCCW), где провёл одиннадцать лет карьеры, а также тем, что работал в World Wrestling Federation (WWF) под именем Теха́сский Торна́до (англ. The Texas Tornado).
За свою карьеру фон Эрих владел 40 чемпионскими титулами в различных промоушенах. Среди других наград был титул чемпиона мира NWA в тяжёлом весе и четырёхкратное чемпионство мира WCWA в тяжёлом весе, что сделало его пятикратным чемпионом мира. Он также является интерконтинентальным чемпионом WWF и вместе с семьёй введён в Зал славы WWE (2009).

## Карьера в рестлинге

### NWA Texas / World Class Championship Wrestling (1978—1989)

#### Дебют (1978—1979)
Керри являлся сыном рестлера Фрица фон Эриха. Его братья, Дэвид, Кевин, Майк и Крис, также были рестлерами. Керри занимался в средней школе лёгкой атлетикой и обладал рекордным достижении в метание диска. 7 мая 1978 года он дебютировал в промоушене своего отца, NWA Texas/Big Time Wrestling в матче против Пола Першмана. В Big Time Wrestling являлся многократным обладателем командного чемпионства Техаса и командного чемпионства Америки.

#### Чемпион Америки в тяжёлом весе и американский командный чемпион (1980—1983)
Наибольшую известность Керри получил в Техасе в World Class Championship Wrestling (WCCW), где он получил прозвище «Современный воин», ссылаясь на его вступительную музыку (группы Rush). 28 декабря 1980 года он выиграл первое Американское чемпионство NWA в тяжёлом весе победив Джино Эрнандеса в матче за вакантный титул. Прежде чем выиграть свой второй титул у Суперзвезды в маске, он проиграл титул Кену Патере. В мае и июне 1981 года Керри обменялся чемпионствами NWA в тяжёлом весе с Эрни Лэддом. 25 октября объединился с Терри Орндорффом, победив Великого Кабуки и Чана Чанга, выиграв командное чемпионство Америки NWA. После выступлений в качестве одиночного рестлера, он объединялся со своим братом Кевином. 15 марта 1982 года два брата сражались с Гэри Хартом и Кинг-Конгом Банди до двойной дисквалификации. 4 июня Фон Эрих победил бывшего чемпиона мира NWA в тяжёлом весе Харли Рейса, подняв его до статуса элитного рестлера.
Вскоре Керри начал враждовать с чемпионом мира NWA в тяжёлом весе Риком Флэром. 15 августа получив свой самый первый матч за титул чемпиона NWA против Флэра на шоу WCCW Star Wars (1982) в матче по правилам «два удержания из трёх», в котором Флэр победил, сохранив титул. 25 декабря Керри получил свой следующий титульный бой против Флэра в матче без дисквалификации в стальной клетке с Майклом «P.S.» Хейсом в качестве специального приглашённого судьи. «Потрясающие вольные птицы» помогли Керри выиграть матч, но тот отказался от помощи сказав, что не хочет выигрывать обманом. Терри Горди хлопнул дверцей клетки по голове Керри, что привело к тому, что Флэр выиграл матч и сохранил титул. Это привело к исторической вражде между фон Эрихами и «Птицами», которая длилась более пяти лет.

#### Чемпион мира NWA в тяжёлом весе и вражда с «Потрясающими вольными птицами» (1983—1984)
17 июня 1983 года объединившись с Брюзером Броуди, победив «Птиц» за командное чемпионство NWA. 4 июля Керри и его старшие братья Кевин и Дэвид победили «Птиц» в матче «два удержания из трёх», выиграв командное чемпионство Техаса, среди трио. 12 августа они проиграли титулы «Птицам» обратно. 5 сентября братья сразились в матче-реванше за титулы с «Вольными птицами», «Птицы» сохранили свои титулы, удержав Керри. 24 ноября Керри победил Майкла Хейса в матче в клетке, по правилам «Проигравший покидает Техас».
2 декабря Фон Эрихи победили «Птиц», выиграв второе чемпионство, среди трио. 25 декабря Керри победил Камалу по дисквалификации. 30 января 1984 года он объединился со своими братьями Майком и Дэвидом против «Птиц» в командном матче из шести человек, в котором Фон Эрихи проиграли по дисквалификации.
6 мая 1984 года стал самым ярким событием в карьере Керри, когда он победил Рика Флэра в историческом матче перед публикой более чем в 45 000 человек на стадионе в Техасе, выиграв чемпионство мира NWA в тяжёлом весе. Керри посвятил победу брату Дэвиду, который умер тремя месяцами ранее и в честь которого было названо шоу — «Парад чемпионов им. Дэвида фон Эриха». Однако спустя 18 дней в Йокосуке, Япония, проиграл пояс обратно Флеру в бою, который был омрачён спорами: ноги фон Эриха были на нижнем канате после сворачивания, но судья проигнорировал это и совершил отсчёт. Чемпионство фон Эриха стало двенадцатым самым коротким владением титула в истории. На самом деле, NWA разрешил Керри только короткое чемпионство, и ему было сказано отдать пояс Флэру до шоу Night of Champions на 29 мая между Флэром и Рики Стимботом.
4 июля фон Эрихи проиграли командные титулы, среди трио «Птицам». Титул был оставлен команде из-за победы «Птиц» после вмешательства Убийцы Хана. 3 сентября они победили «Птиц» в матче с гандикапом в стальной клетке, по правилам «Проигравший покидает Техас».

#### Последующие противостояния (1984—1989)
Закончив легендарное противостояние с «Вольными птицами», братья фон Эрих начали враждовать с Джино Эрнандесом, Крисом Адамсом и Джейком Робертсом. Сюжет Керри с Адамсом родился из сюжета Адамса с его братом Кевином, который начался 28 сентября 1984 года, когда Адамс ушёл от Кевина после проигрыша командного матча. Чтобы остаться (кейфеб), Адамс и Керри выступали в команде в Сан-Антонио два дня спустя. 27 октября 1984 года Эрнандес, Адамс и Робертс победили фон Эрихов, выиграв титул командное чемпионство, среди трио, в котором Бобби Фултон заменил травмированного Кевина. 29 октября фон Эрих победил Джино Эрнандеса, выиграв пятое чемпионство NWA в тяжёлом весе. 22 ноября он объединился с Айсменом Парсонсом, победив Джейка Робертса и Келли Киниски. Позже он судил «Техасский матч смерти» между Терри Горди и Киллером Ханом, который Горди выиграл по решению Керри. 25 декабря Керри снова получил шанс за мировое чемпионство NWA в тяжёлом весе, титул, который он потерял много месяцев назад. Чемпион Рик Флэр намеренно был дисквалифицирован, чтобы сохранить титул. 31 декабря фон Эрихи победили Эрнандеса, Робертса и Адамса, чтобы вернуть себе командное чемпионство NWA, среди трио.
В свои последние дни в WCCW Керри Фон Эрих будет втянут во вражду с Джерри «Королём» Лоулером (чемпионом мира в тяжёлом весе AWA) за то, кто станет неоспоримым чемпионом в тяжёлом весе. Фон Эрих тогда являлся чемпионом WCWA в тяжёлом весе. Чтобы урегулировать спор, они встретились на межпромоуторском шоу под названием SuperClash III. Перед этим матчем Керри случайно порезал руку, из-за чего она кровоточила. Во время матча он также получил рассечение на голове. Когда позже он держал Лоулера на лопатках на ковре с опущенными плечами Лоулера, судья увидел кровь на голове Керри, подумал, что она идёт чрезмерно, и остановил матч. Толпа думала, что Керри победил болевым приёмом, но вместо этого «из-за чрезмерного кровотечения» судья остановил матч и присудил решение и титул чемпиона WCWA Джерри Лоулеру. Это стало последним матчем фон Эриха в WCWA.

### Различные промоушены (1979—1988)
Фон Эрих работал в различных независимых компаниях таких как: All Japan Pro Wrestling, New Japan Pro-Wrestling, UWF Mid-South, Championship Wrestling From Florida и Central States Wrestling. Наибольшего успеха он достиг в St. Louis Wrestling Club, выступая с 1979 по 1985 год, где он однажды провёл матч за чемпионство Миссури в тяжёлом весе в 1983 году. Он был единственным фон Эрихом, дебютировавшим 24 марта 1980 года в «Мэдисон-сквер-гарден» в World Wrestling Federation, победив Хосе Эстраду. 28 сентября 1985 года фон Эрих выступил на шоу American Wrestling Association SuperClash победив Джимми Гарвина, сохранив титул чемпиона Техаса в тяжёлом весе. В 1988 году он отправился в Continental Wrestling Association в Теннесси, где враждовал с Джерри Лоулером.

### United States Wrestling Association (1989—1990)
Фон Эрих продолжал выступать на арене Sportatorium в Далласе в USWA, которая приобрела WCCW в начале 1989 года. Сформировав команду с Джеффом Джарреттом и дважды выиграл титул командных чемпионов Техаса в тяжёлом весе. В 1990 году Керри серьёзно враждовал с Мэттом Борном, который стал хилом во время интервью на ринге. Во время одного матча они сражались за пределами арены на парковке во время грозы. Менеджер Перси Прингл тоже стал хилом и начал враждовать с Керри. В разгар их сюжета Керри внезапно покинул USWA и присоединился к WWF. «Почётный фон Эрих» Крис Адамс затем стал главным хедлайнером компании, враждуя с Принглом, Стивом Остином и Джини Кларк. Вскоре после этого WCCW вышел из состава USWA, но без Керри, менеджера Гэри Харта, а также из-за отсутствия телешоу и доходов WCCW прекратил свою деятельность три месяца спустя.

### World Wrestling Federation (1990—1992)

#### Интерконтинентальное чемпионство и различные противостояния (1990—1991)
В июне 1990 года фон Эрих подписал контракт с World Wrestling Federation (WWF) Винса Макмэна. Он дебютировал на Saturday Night’s Main Event XXVII как любимец фанатов под именем Техасский Торнадо (при этом комментаторы открыто называли его Керри фон Эрихом), победив Бадди Роуза, который, по совпадению, был его первым противником в карьере. Хотя комментаторы WWF не говорили открыто о прошлых достижениях Керри, они признали, что он — суперзвезда-ветеран, которому не нужно никому ничего доказывать. На SummerSlam Торнадо заменил травмированного Брутуса Бифкейка и победил Мистера Совершенство, завоевав интерконтинентальное чемпионство. Став чемпионом, Торнадо защищал титул в течение трёх месяцев, включая матч с Хаку 13 октября на Saturday Night’s Main Event XXVIII, а затем проиграл титул бывшему чемпиону Мистеру Совершенство в матче-реванше 15 декабря (запись 19 ноября) на Superstars. Фон Эрих проиграл этот матч и титул Мистеру Совершенству из-за вмешательства Теда Дибиаси. Фон Эрих отомстил Дибиаси в серии матчей.
На Survivor Series в 1990 году, будучи интерконтинентальным чемпионом, он участвовал в матче Survivor Series, где выступал в команде с чемпионом WWF Последним воином и «Легион судьбы» (Ястреб и Зверь). Он был удержан своим давним соперником — Мистером Совершенство, но его команда выиграла матч.
На Survivor Series в 1990 году, будучи ещё Интерконтинентальным чемпионом, выступая в матче Survivor Series на выбывание, объединившись с Чемпионом WWF The Ultimate Warrior (ранее Воин Динго Мирового класса) и Легионом Судьбы (Ястреб и Животное). В итоге был устранён давним соперником Мистером Перфектом, но его команда выиграла матч.
На Royal Rumble в 1991 году он участвовал в матче «Королевская битва», где занял вышел на матч под № 5 и был выбит Гробовщиком, продержавшись в матче почти полчаса. На WrestleMania VII он победил Дино Браво. Фон Эрих продолжал активно продвигаться в первой половине 1991 года и потерпел очередное поражение только 17 августа 1991 года, когда в Лэндовере, Массачусетс его победил Варлорд. На SummerSlam он вместе с Британским бульдогом и Рики Стимботом победил команду из Варлорда и «Сила и слава» (Пол Рома и Геркулес).

#### Заключительные сюжетные линии и уход (1991—1992)
В октябре 1991 года фон Эрих возобновил своё старое соперничество с Риком Флэром, который стал одним из первых, кто встретился с ним на ринге после того, как Флэр перешёл в WWF в августе этого года. Флэр победил фон Эриха несколько раз во время октябрьского тура WWF по Великобритании. В следующем месяце Техасский Торнадо потерпел своё первое поражение, когда проиграл Гробовщику менее чем за четыре минуты в эпизоде Wrestling Challenge от 10 ноября 1991 года. На Survivor Series он в команде с Сержантом Слотером, Джимом Дагганом и Тито Сантаной выступил против Полковника Мустафы, Берсеркера, Скиннера и Геркулеса. Он никого не удержал, но его команда победила. В последний раз он выступил на шоу Royal Rumble в 1992 году, он участвовал в «Королевской битве» за вакантный титул чемпиона мира WWF в тяжёлом весе. Его выбил победитель Рик Флэр, которого фон Эрих победил за восемь лет до этого, завоевав титул чемпиона мира NWA в тяжёлом весе. В начале 1992 года Керри продолжил набирать обороты. В феврале он начал серию домашних шоу с Риком Мартелом и остался без побед.
После двухмесячного отсутствия, вызванного распадом его брака и последующим разводом, фон Эрих вернулся в строй после WrestleMania VIII и победил Марка Робертса в эпизоде Superstars от 18 апреля 1992 года. Однако теперь он оказался в роли рестлера, открывающего шоу, выступая против соперников низкого уровня, таких как Барри Хоровиц, Като и Скиннер. Несмотря на то, что фон Эрих был непобедим в нескольких матчах против них, он не смог вернуться в борьбу за место, так как потерпел несколько поражений от Рика Мартела, Майлза и Камалы. Последним выступлением фон Эриха на шоу WWF стало поражение от Шона Майклза в выпуске Prime Time Wrestling от 26 июля 1992 года. Хотя было объявлено, что фон Эрих встретится с Папой Шанго на SummerSlam в Лондоне, его заменил Эль Матадор, и он официально покинул WWF в августе 1992 года.

### Последние годы (1992—1993)
Керри вернулся в Техас и завоевал титул чемпиона Техаса USWF Texas в тяжёлом весе, который он проиграл Дайнамиту Диксону в ноябре 1992 года. Это был последний чемпионский пояс Керри. 23 января 1993 года он выступил в Eastern Championship Wrestling на шоу ECW «Битва поясов» против Сальваторе Белломо, проиграв по двойной дисквалификации. Керри вернулся в Даллас и стал выступать в Global Wrestling Federation, где начал работать в команде с бывшим заклятым врагом Крисом Адамсом. Последний матч Керри состоялся 12 февраля 1993 года. Это был матч команд в GWF на арене Sportatorium, в котором Керри и Крис Адамс проиграли по дисквалификации Джонни Мантеллу и Чёрному Барту.

## Несчастный случай на мотоцикле и смерть
4 июня 1986 года Керри попал в аварию на мотоцикле, которая чуть не оборвала его жизнь. Он получил вывих бедра и тяжёлую травму правой ноги. Врачи не смогли спасти его правую ногу, в конце концов ампутировав её. По словам его брата Кевина, Керри повредил ногу после операции, пытаясь преждевременно наступить на неё, что вынудило врачей ампутировать её. Он продолжал выступать после несчастного случая с протезом и держал ампутацию в секрете от большинства болельщиков и коллег-рестлеров, даже дошёл до крайности, приняв душ в ботинках. Его ампутация держалась в секрете от общественности до самой его смерти. Однако Родди Пайпер заявил в своей автобиографии: «Мы были лучшими друзьями. На самом деле, он чувствовал себя достаточно комфортно, чтобы сидеть со мной в отеле и болтать без умолку, сняв свой протез».
После ампутации ноги Керри пристрастился к обезболивающим, за чем последовало несколько проблем с наркотиками. Среди многих из них были два ареста, первый из которых закончился условным сроком. Через день после предъявления обвинения по второму обвинению, которое, вероятно, привело бы к длительному тюремному заключению (что являлось нарушением его условного срока), 18 февраля 1993 года Керри покончил с собой одним выстрелом в сердце из пистолета 44 калибра на ранчо своего отца в округе Дентон, Техас, всего через 15 дней после своего 33-летия.
Брет Харт в своей автобиографии «Моя реальная жизнь в мультяшном мире рестлинга», утверждает что, когда он и Керри были в дороге в Форт-Уэйн, Индиана, 29 октября 1990 года, Керри сказал ему, что он решил присоединиться к своим покойным братьям на небесах и ждал, когда Бог скажет ему, когда. Брет сказал Керри, что его живые дочери будут нуждаться в нём больше, чем его покойные братья. Керри в основном убеждал Брета, что он передумал, но Брет боялся, что это были только слова. Керри снова сказал Брету летом 1992 года, что он хочет последовать за тремя своими покойными братьями Дэвидом, Майком и Крисом (последние двое из которых покончили с собой), и что они зовут его. Брак Керри распался в начале 1992 года, и, по словам Харта, считал, что смерть Керри неизбежна.

### Посмертное введение в Зал славы WWE (2009)
16 марта 2009 года, сайтом WWE.com объявлено, что семья Фон Эрих будет включена в Зал славы WWE их давним соперником Майклом Хейсом. Введёнными членами семьи были Фриц, Кевин, Дэвид, Керри, Майк и Крис фон Эрих. Кевин получил кольца для своего отца Фрица, а также для каждого из своих братьев. WWE изготовила два кольца Зала славы с именем Керри Фон Эрих, написанным на внутренней стороне, которые были подарены Кевином Фон Эрихом дочерям Керри, Холли и Лейси, присутствовавшим вместе со своей матерью Кэти (бывшей женой Керри). Мероприятие состоялось 4 апреля 2009 года недалеко от дома фон Эрихов в «Тойота-центре» в Хьюстоне, Техас.

## В медиа
Керри Фон Эрих посмертно появляется в передаче «Обратная сторона ринга» и в видеоиграх: Legends of Wrestling, Legends of Wrestling II, Showdown: Legends of Wrestling, WWE 2K17 и WWE 2K18. Он ненадолго появился в роли заключённого в фильме «Трудный ребёнок».
Его сыграл Джереми Аллен Уайт в фильме студии A24 «Стальная хватка», основанном на жизни Керри и семьи фон Эрихов.

## Личная жизнь
18 июня 1983 года Керри женился на Кэтрин М. Мюррей. У них было две дочери, Холли Брук (родилась 19 сентября 1984 года) и Лейси (родилась 17 июля 1986 года). 22 апреля 1992 года пара развелась.

## Титулы и достижения
- NWA Big Time Wrestling / World Class Championship Wrestling / World Class Wrestling Association
  - NWA American Heavyweight Championship (5 раз)[10][55]
  - NWA American Tag Team Championship (6 раз) — с Брузером Броди (3), Кевином (2), and Al Madril (1)[13][56]
  - NWA Texas Heavyweight Championship (3 раза)[40][57]
  - NWA Texas Tag Team Championship (3 раза) — с Брузером Броди (1), Скип Янг (1), и Тайгером Конвеем — младшим. (1)[58][59]
  - NWA World Heavyweight Championship (1 раз)[6]
  - NWA World Six-Man Tag Team Championship (Texas version) (6 раз) — с Дэвидом и Кевином (2), Кевином и Майк фон Эрих (3), Кевин фон Эрих и Брайан Адиас (1), Лэнс и Кевин фон Эрих (1), Кевин фон Эрих and Майкл Хейс (1)[20]
  - NWA World Tag Team Championship (Texas version) (3 раза) — с Аль Мадриль (1) и Терри Орндорфф (2)[60]
  - WCWA World Heavyweight Championship (4 раза)[7][61]
  - WCWA World Six-Man Tag Team Championship (2 раза) — с Кевином и Лэнсом (1), Кевином и Майкл Хейс (1)[20]
  - WCWA World Tag Team Championship (4 раза) — с Кевином (3) и Джеффом Джарреттом(1)[39]
- Pro Wrestling Illustrated
  - Матч года (1984) против Рика Флэра на Parade of Champions 1, 6 мая
  - Популярный рестлер года (1984)
  - PWI ставит его под № 40 в списке 500 лучших рестлеров 1991 года[62]
  - PWI ставит его под № 24 в списке 500 лучших рестлеров 2003 года[63]
  - PWI ставит его команду под № 23 в списке 100 лучших команд с Дэвидом, Майком и Кевином фон Эрихом 2003 году[63]
- St. Louis Wrestling Club
  - NWA Missouri Heavyweight Championship (1 раз)[37][64]
- St. Louis Wrestling Hall of Fame
  - Класс 2016 года
- Texas Wrestling Federation
  - TWF Texas Heavyweight Championship (1 раз)[65]
- United States Wrestling Federation
  - USWF Texas Heavyweight Championship (1 раз)[65]
- World Wide Wrestling Alliance
  - WWWA Heavyweight Championship (1 раз)[65]
- World Wrestling Federation / World Wrestling Entertainment
  - Интерконтинентальный чемпион WWF (1 раз)[8]
  - Член Зала славы WWE (класс 2009)
- Wrestling Observer Newsletter
  - Матч года (1984) с Кевином и Майком Фон Эрихом против Fabulous Freebirds (Бадди Робертс, Майкл Хейс и Терри Горди) 4 июля